# Corpus Hippocraticum
Corpus Hippocraticum er den latinske betegnelse som bruges om den hippokratiske skriftsamling der blev nedskrevet på græsk i 5. og 4. årh. f.Kr., og som blev udgivet under Hippokrates’ navn af grammatikere og læger ved Museion i Alexandria i 3.årh. f.Kr.
Det kan ikke bevises om Hippokrates selv er forfatteren til et eneste af disse skrifter, og heller ikke hvilke af dem som hører med til den ”ægte” (dvs. oprindelige) samling.
Uanset dette er samlingen i sig selv et meget interessant medicinhistorisk og kulturelt skatkammer, som har inspireret lægekunsten igen og igen og holdt Hippokrates’ navn levende som ”Lægekunstens Fader”.
De vigtigste titler i Corpus Hippocraticum er i deres danske eller engelske oversættelse:
Eden, Om den gamle lægekunst, Om luft, vand og steder.
Aphorisms (som i sin helhed er efter Hippokrates' tid), Breaths, Epidemics I og III, Epidemics II, IVog VI, Fleshes, Glands, Humours, In the Surgery, Mochlikon, Nature of Man I og II (samt III = Regimen in Health) (alle tre er af Polybos, Hippokrates' elev og svigersøn), On Fractures, On Joints, On Wounds in the Head, Prognostic, Prorrhetic I, Prorrhetic II, Regimen I, II og III (samt IV =Dreams) og Regimen in Acute Diseases, The Art, The Sacred Disease, Ulcers.
Eksterne henvisninger:
Wikimedia Commons har to filer relaterede til Hippokrates, men de fortæller om en helt anden Hippokrates: matematikeren Hippocrates fra Chios + en forfader til lægen Hippokrates.